# Habeas Tortuga
«Habeas Tortuga» —título original: «Habeas Tortoise»— es el estreno de la trigésimo cuarta temporada de la serie de televisión animada estadounidense Los Simpson, y el episodio número 729 en total. Se emitió en Estados Unidos en Fox el 25 de septiembre de 2022. El episodio fue dirigido por Matthew Faughnan y escrito por Broti Gupta.
En este episodio, Homer encuentra comunidad cuando busca a una tortuga desaparecida del zoo, pero el grupo empieza a postular ideas más extremas. El episodio recibió críticas positivas.

## Trama
Homer es humillado públicamente en una reunión del pueblo, avergonzado de que la gente piense que es tonto. Para hacerle sentir mejor, Marge le lleva de excursión al zoo, donde se emociona al ver una tortuga llamada Lento Leonard, sólo para descubrir que la tortuga ha desaparecido. Decidido a resolver el misterio y a demostrar su inteligencia, Homer revisa las fotos del viaje y encuentra huellas de muñecas cerca del hábitat de Leonard, por lo que sospecha que se la han robado. Presenta la pista al jefe Wiggum, que no le toma en serio.
A sugerencia de Marge, Homer encuentra un grupo sobre Leonard Lento en Facelook y publica su teoría, que es recibida positivamente por los miembros del grupo, hombre de las historietas, Gil Gunderson, la Sra. Hoover, Sideshow Mel y Drederick Tatum. Tras transmitir en directo sus teorías desde el zoo a sus amigos de Facelook, recluta al superintendente Chalmers para su grupo e invita a sus amigos a colaborar e intercambiar ideas. Tras las protestas de Homer ante la casa del guarda del zoo, durante las cuales un interesado Wiggum se une al grupo y Gil le propone matrimonio a Hoover, Marge se preocupa de que Homer esté llevando sus teorías conspiratorias demasiado lejos, pero él dice que disfruta de la compañía de su grupo.
Homer no tarda en encontrar inadvertidamente a Leonard Lento mientras explora una madriguera de conejos tras una protesta. Temeroso de perder a sus amigos si se resuelve el misterio, Homer intenta mantener a Leonard en secreto, pero durante la recepción de la boda de Gil y Hoover, oye por casualidad a su grupo proponer ideas cada vez más violentas sobre cómo obtener información del guardián del zoo, que Homer sabe que es inocente. Horrorizados, él y Marge confiesan que han encontrado a Leonard el Lento. Al grupo le preocupa que puedan distanciarse al no tener nada en común aparte de resolver conspiraciones, así que Homer no tarda en idear una nueva teoría conspirativa —el origen de los calamares— que discuten en su casa mientras, sin saberlo, son espiados por los Illuminati.
Durante los créditos, Homer publica un vídeo en TikTok mostrando una receta de paella.

## Producción
Este es el primer episodio de la serie escrito por Broti Gupta, y se titulaba originalmente «Habeus Tortoise». El episodio es una parodia de la serie documental de televisión Don't F**k With Cats: Hunting an Internet Killer. El tema de las teorías de la conspiración ya se había tratado anteriormente en el episodio de la duodécima temporada «The Computer Wore Menace Shoes». El productor ejecutivo Matt Selman señaló que, aunque las teorías de la conspiración solían ser entretenidas, como se demostró en el episodio anterior, las comunidades contemporáneas de teorías de la conspiración se habían alejado de la realidad, y este episodio se utiliza para mostrar el peligro de no aceptar la verdad. Los productores también querían mostrar empatía por los grupos de personas que se unen por determinadas causas. La escena de la paella se utilizó para mostrar el poder de la construcción comunitaria.
Katrin von Niederhäusern y Janine Wiget crearon el juego de sofá «Dinosaur Game». Von Niederhäusern y Wiget llamaron por primera vez la atención de los productores después de que crearan un remake plano a plano de acción real del montaje de la comida del episodio de la vigésimo novena temporada «Lisa Gets the Blues».